# Tjuvarnas jul – Trollkarlens dotter
Tjuvarnas jul – Trollkarlens dotter är en svensk komedi-, familje- och äventyrsfilm med biopremiär den 14 november 2014. Filmen regisserades av Stefan Roos och Per Simonsson och är en fristående fortsättning på julkalendern från 2011, Tjuvarnas jul. I rollerna ses bland andra Gustaf Skarsgård, Tea Stjärne, Gustaf Hammarsten och Elisabet Carlsson.

## Handling
Filmen handlar om hittebarnet Charlie som funnit en familj i den före detta ficktjuven Kurre och pigan Gerda. Kurre och Gerda skaffar ett eget barn vilket får Charlie att känna sig bortvald. När ett kringresande tivoli passerar staden träffar hon en trollkarl som visar henne en värld fylld av magi och spänning. Samtidigt måste hon hela tiden undvika de som hon kallar för Svarthjälmar. Det är stadens polis kallas för svarthjälmar, eftersom deras huvudbonader är svarta pickelhuvor.

## Rollista
- Tea Stjärne – Charlie
- Gustaf Hammarsten – Kurre
- Gustaf Skarsgård – trollkarlen
- Elisabet Carlsson – Gerda
- Göran Forsmark – Jansson
- Thomas Hedengran – Jönsson
- Jonas Hellman-Driessen – Lönnroth

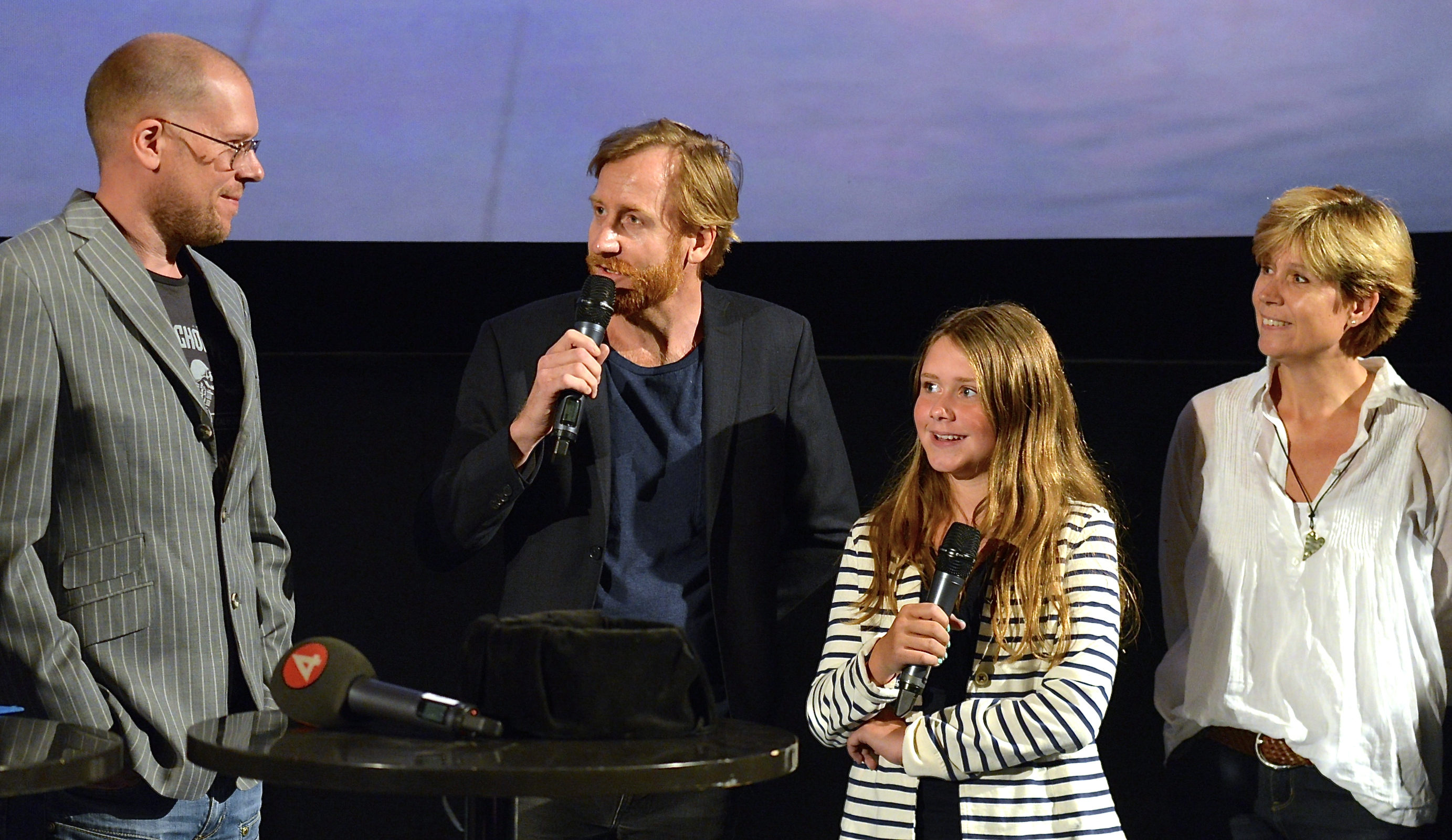
Tjuvarnas jul - Trollkarlens dotter presenteras i Filmhuset i Stockholm den 18 augusti 2014. Från vänster: Per Simonsson, Gustaf Hammarsten, Tea Stjärne och Jenny Gilbertsson.

- Jessica Heribertsson – varulvskvinnan
- Maria-Kim Malmquist – skuggan
- Carl Carlswärd – trollet
- Bert Gradin – Bongo
- Mikael Alsberg – poliskapten

## Om filmen
Filmen spelades in med start hösten 2013 på Skansen och Årsta slott i Stockholm. Järnvägsscenerna är inspelade vid Faringe station på museijärnvägen Uppsala-Lenna Järnväg.[källa behövs] Manusförfattare var Roos och Simonsson och filmen producerades av Jenny Gilbertsson för Yellow Bird Entertainment AB. Den hade arbetstitlarna Tjuvarnas jul – Jakten på tomtegasten och Tjuvarnas jul – Trollkarlens hemlighet.

## Mottagande
Tjuvarnas jul – Trollkarlens dotter sågs av 136 795 biobesökare i Sverige 2014 och blev det året den tionde mest sedda svenska filmen.